# Мустафа Захир хан
Мустафа Захир хан (пушту; مصطفی ظاهر خان, род. 2 мая 1964) — представитель дома Баракзаев. Внук последнего короля Афганистана, Захир-шаха. Посол в Италии (2002—2005).

## Биография
Мустафа Захир хан родился в Кабуле, 2 мая 1964 года. Его отцом был Мухаммед Надир-хан, (1941—2022) четвертый сын Захир-шаха. Все детство Мустафа провел в Италии. Он получал образование в Риме, Вене, Лондоне и Онтарио. Работал соучредителем Афганской организации медицинской помощи. Также был дипломатическим помощником Захир Шаха с 1991 по 2000 год. Во время правления Хамида Карзая, Мустафа находился в оппозиции. С 2002 по 2005 год, был послом Афганистана в Италии. Позже был директором Национального агентства по охране окружающей среды. В конце 2017 года был одним из претендентов на пост спикера Палаты Старейшин, Национальной ассамблеи Афганистана.
Не женат, не имеет детей.